# しづの生涯
『しづの生涯』（しづのしょうがい）は、1981年5月4日 - 7月2日にTBS「花王 愛の劇場」枠にて放送された日本の昼ドラマである。テレビ映画。全45回。

## 概要
明治時代に青森県八戸市で助産院を開業し、近代的な衛生思想と技術に基づいた助産婦教育に尽くした実在の助産師・亀徳しづ（1878年 - 1966年）をモデルに、八戸市出身の作家三浦哲郎が小説にした『しづ女の生涯』を原作とする。

## キャスト
- しづ …………… 大空眞弓
- 英行 …………… 岸田森
- 五郎 …………… 浜田光夫
- 一造 …………… 草野大悟
- つゆ …………… 二木てるみ
- ため …………… 文野朋子
- 謙之助 ………… 垂水悟郎
- 秀夫 …………… 森田順平
- 秀夫(幼年期) … 伊藤秀和
- 良夫 …………… 矢野勇生
- 良夫(幼年期) … 嶋英二
- 容子 …………… 山添三千代
- 容子(幼年期) … 斎藤吏絵子
- 政子 …………… 二宮さよ子
- 新井 …………… 佐々木敏
- いさ子 ………… 黒田福美
- 甲山たけ ……… 三戸部スエ
- 小田健 ………… 岡本真
- 刑事 …………… 草薙幸二郎
- 駅長 …………… 北見治一
- 車掌 …………… 沼田爆
- 産婆 …………… 戸田春子
- 五郎の母 ……… 志賀真津子
- つゆの姑 ……… 牧よし子
- 仲人 …………… 松村彦次郎
- 政子の旦那 …… 幸田宗丸
- 医者 …………… 日野道夫
- 教師 …………… 池田道枝
- おつね ………… 近藤ふみ子
- 奥村公延
- 陶隆司
- 山崎猛
- 加藤茂雄
- 長江英和
- 田村元治
- 久保晶

- 宮沢元
- 村松克己
- 三井恒
- 平松慎吾
- 川端慎二
- 松尾文人
- 西島悌四郎
- 芹沢安比沙
- 福原秀雄
- 三好美智子
- 菅原ちね子
- 幸田直子
- 飯田テル子
- 青木和代
- 信沢三恵子
- 龍のり子
- 坂井寿美江
- 若原初子
- 植村恭子

## スタッフ
- 原作：三浦哲郎『しづ女の生涯』
- 脚本：岡本克己
- 監督：下村堯二 、平山晃生
- 音楽：日暮雅信
- プロデューサー：渥美和明(東京映画) 、井上博(TBS)
- 制作：東京映画、TBS

## 放送日程
| 週 | 回      | 放送日                        | タイトル                   |
| -- | ------- | ----------------------------- | -------------------------- |
| 1  | 1 - 5   | 1981年5月4日 - 1981年5月8日   | 衝撃の結婚                 |
| 2  | 6 - 10  | 1981年5月11日 - 1981年5月15日 | 夫への疑惑                 |
| 3  | 11 - 15 | 1981年5月18日 - 1981年5月22日 | 強く生きようこの子らと     |
| 4  | 16 - 20 | 1981年5月25日 - 1981年5月29日 | なぜ…父さんがいないの?     |
| 5  | 21 - 25 | 1981年6月1日 - 1981年6月5日   | ああ!夫が帰ってきた        |
| 6  | 26 - 30 | 1981年6月8日 - 1981年6月12日  | 神よ!この娘に愛を          |
| 7  | 31 - 35 | 1981年6月15日 - 1981年6月19日 | ああ!子どもたちの縁談      |
| 8  | 36 - 40 | 1981年6月22日 - 1981年6月26日 | この子らのしあわせを願って |
| 9  | 41 - 45 | 1981年6月29日 - 1981年7月3日  | 愛と憎しみの果てに         |

## 主題歌
- 「夜明けのララバイ」　歌：北炭生
  - 作詞：岡本おさみ / 作曲：北炭生 / 編曲：若草恵

## 参考資料
- 「しづの生涯」シナリオ決定稿
- 「テレビジョンドラマ」(放送映画出版)